# GRB 970228

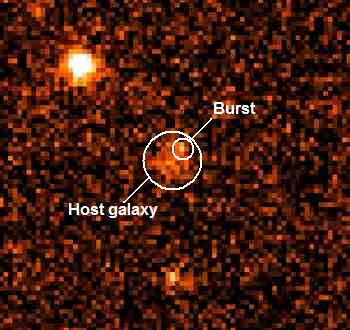
GRB 970228 aşa cum a fost observată de Telescopul Hubble

GRB 970228 a fost prima explozie de raze gama (GRB) la care o „lumină de după” detectată. A fost observată la 28 februarie 1997 și a durat aproximativ 80 de secunde. Curba de lumină nu a fost normală, sugerând faptul că ar putea fi o supernovă. GRB 970228 a avut loc la aproximativ 8,1 miliarde de ani-lumină distanță. Acest lucru înseamnă că exploziile de raze gama au avut loc în afara Căii Lactee.